# جيريمي ألير
جيريمي ألير (بالإنجليزية: Jeremy Allaire)‏ هو شخصية أعمال أمريكي، ولد في 13 مايو 1971.